# Герчешти (Долж)
Герчешти (рум. Ghercești) насеље је у Румунији у округу Долж у општини Герчешти. Oпштина се налази на надморској висини од 165 m.

## Становништво
Према подацима из 2011. године у насељу је живело 877 становника.